# 1932 في جمهورية أيرلندا
فيما يلي قوائم الأحداث التي وقعت خلال عام 1932 في جمهورية أيرلندا.

## سياسة

### تعيين في المنصب
- 9 مارس – إيمون دي فاليرا وزير الخارجية والتجارة [الإنجليزية]‏.
- 9 مارس – شون ت أوكيلي Minister for Housing, Local Government and Heritage [الإنجليزية]‏.
- 9 مارس – فرانك ايكن وزير الدفاع [الإنجليزية]‏.
- 9 مارس – فرانك فاهي رئيس مجلس دويل أيرن [الإنجليزية]‏.

### انتهاء فترة المنصب
- 9 مارس – ديزموند فيتزجيرالد وزير الدفاع [الإنجليزية]‏.
- 9 مارس – ريتشارد ملكاهي Minister for Housing, Local Government and Heritage [الإنجليزية]‏.

## مواليد

### أغسطس
- 2 أغسطس – بيتر أوتول

### نوفمبر
- 3 نوفمبر – ألبرت رينولدز سياسي أيرلندي.

## وفيات

### مايو
- 22 مايو – أوجاستا (مواليد 1852)